# Serie A 1957 (pallavolo femminile)
La Serie A femminile FIPAV 1957 fu la 12ª edizione del principale torneo pallavolistico italiano femminile organizzato dalla FIPAV.

## Regolamento e avvenimenti
Al torneo presero parte complessivamente 11 squadre, suddivise per criteri geografici in tre gironi unici con gare da cinque set. Per ogni vittoria viene assegnato un punto. Le prime due classificate di ogni girone furono ammesse alla fase finale.
Le gare della seconda fase (a tre set) si disputarono a Roma il 3 e il 4 novembre 1957; la Fari Brescia rinunciò a prendervi parte. Il titolo fu conquistato dall'Audax Modena.

## Prima fase

### Girone A

#### Classifica
| Pos. | Squadra                | Pt | G | V | P | SV | SP |
| ---- | ---------------------- | -- | - | - | - | -- | -- |
| 1.   | Indomita Modena        | 8  | 8 | 8 | 0 | 24 | 3  |
| 2.   | Rizzoli Milano         | 6  | 8 | 6 | 2 | 18 | 8  |
| 3.   | Max Mara Reggio Emilia | 4  | 8 | 4 | 4 | 16 | 12 |
| 4.   | Saves Alessandria      | 2  | 8 | 2 | 6 | 7  | 18 |
| 5.   | Tenca Milano           | 0  | 8 | 0 | 8 | 0  | 24 |

| Ammesse alla fase finale |

#### Risultati

##### Tabellone
|                 | Alessandria | Milano Rizzoli | Milano Tenca | Modena Indomita | Reggio Emilia |
| --------------- | ----------- | -------------- | ------------ | --------------- | ------------- |
| Alessandria     | XXX         | 0-3            | 3-0          | 0-3             | 0-3           |
| Milano Rizzoli  | 3-1         | XXX            | 3-0          | 0-3             | 3-1           |
| Milano Tenca    | 0-3         | 0-3            | XXX          | 0-3             | 0-3           |
| Modena Indomita | 3-0         | 3-0            | 3-0          | XXX             | 3-2           |
| Reggio Emilia   | 3-0         | 0-3            | 3-0          | 1-3             | XXX           |

### Girone B

#### Classifica
| Pos. | Squadra                  | Pt | G | V | P | SV | SP |
| ---- | ------------------------ | -- | - | - | - | -- | -- |
| 1.   | Audax Modena             | 6  | 6 | 6 | 0 | 18 | 2  |
| 2.   | Fari Brescia             | 3  | 6 | 3 | 3 | 11 | 10 |
| 3.   | Rapid Empoli             | 3  | 6 | 3 | 3 | 12 | 11 |
| 4.   | Sestese Sesto Fiorentino | 0  | 6 | 0 | 6 | 0  | 18 |

| Ammesse alla fase finale |

#### Risultati

##### Tabellone
|                  | Brescia | Empoli | Modena Audax | Sesto Fiorentino |
| ---------------- | ------- | ------ | ------------ | ---------------- |
| Brescia          | XXX     | 2-3    | 0-3          | 3-0              |
| Empoli           | 1-3     | XXX    | 2-3          | 3-0              |
| Modena Audax     | 3-0     | 3-0    | XXX          | 3-0              |
| Sesto Fiorentino | 0-3     | 0-3    | 0-3          | XXX              |

### Girone C

#### Classifica
| Pos. | Squadra          | Pt | G | V | P | SV | SP |
| ---- | ---------------- | -- | - | - | - | -- | -- |
| 1.   | Libertas Palermo | 1  | 1 | 1 | 0 | 3  | 1  |
| 2.   | Sport Palermo    | 0  | 1 | 0 | 1 | 1  | 3  |

| Ammesse alla fase finale |

#### Risultati

##### Tabellone
|                  | Palermo Libertas | Palermo Sport |
| ---------------- | ---------------- | ------------- |
| Palermo Libertas | XXX              | 3-1           |
| Palermo Sport    | -                | XXX           |

## Fase finale

### Classifica
| Pos. | Squadra          | Pt | G | V | P | SV | SP |
| ---- | ---------------- | -- | - | - | - | -- | -- |
| 1.   | Audax Modena     | 4  | 4 | 4 | 0 | 8  | 1  |
| 2.   | Indomita Modena  | 2  | 4 | 2 | 2 | 5  | 5  |
| 3.   | Rizzoli Milano   | 2  | 4 | 2 | 2 | 5  | 5  |
| 4.   | Sport Palermo    | 2  | 4 | 2 | 2 | 5  | 6  |
| 5.   | Libertas Palermo | 0  | 4 | 0 | 4 | 2  | 8  |
| 6.   | Fari Brescia     | -  | 0 | - | - | -  | -  |

| Campione d'Italia |

### Risultati

#### Tabellone
|                  | Brescia | Milano Rizzoli | Modena Audax | Modena Indomita | Palermo Libertas | Palermo Sport |
| ---------------- | ------- | -------------- | ------------ | --------------- | ---------------- | ------------- |
| Brescia          | XXX     | –              | –            | –               | –                | –             |
| Milano Rizzoli   | –       | XXX            | –            | –               | 2-0              | 2-1           |
| Modena Audax     | –       | 2-0            | XXX          | 2-0             | 2-1              | 2-0           |
| Modena Indomita  | –       | 2-1            | –            | XXX             | 2-0              | –             |
| Palermo Libertas | –       | –              | –            | –               | XXX              | –             |
| Palermo Sport    | –       | –              | –            | 2-1             | 2-1              | XXX           |

## Fonti
- Filippo Grassia e Claudio Palmigiano (a cura di). Almanacco illustrato del volley 1987. Modena, Panini, 1986.